# Grace Knight
Grace Ethel Knight (Manchester, 23 dicembre 1955) è una cantautrice e musicista britannica naturalizzata australiana.

## Biografia
Grace Knight ha raggiunto popolarità negli anni 80 come membro degli Eurogliders, che si sono sciolti nel 1989. Nel decennio successivo è apparsa in un cameo nella serie televisiva Come In Spinner, della quale ha realizzato la colonna sonora con Vince Jones: il disco ha raggiunto la 4ª posizione della ARIA Albums Chart ed è stata certificata due volte disco di platino. Nel 1991 è uscito il suo primo album solista, Stormy Weather, che si è fermato alla numero 16 in madrepatria, dove ha ricevuto il disco di platino, e due anni più tardi ha piazzato Gracious alla numero 90. La cantante ha accumulato sette candidature agli ARIA Music Awards, tra il 1991 e il 2016.

## Discografia

### Album in studio
- 1991 – Stormy Weather
- 1993 – Gracious
- 2000 – Zeitgeist: The Spirit of the Time
- 2008 – Willow
- 2009 – Keep Cool Fool
- 2016 – Fragile
- 2018 – Grace

### Album dal vivo
- 1996 – Grace Knight Live

### Colonne sonore
- 1990 – Come in Spinner (con Vince Jones)

### Singoli
- 1990 – The Man I Love
- 1990 – Sophisticated Lady
- 1991 – Fever
- 1991 – Stormy Weather
- 1991 – Drinking Again
- 1993 – Ability to Swing